# Método para la lipofucsina
El método para la lipofucsina es una técnica de tinción para la demostración de la presencia de este pigmento, creado por el AFIP (Instituto de patología de las Fuerzas Armadas de los EE. UU.). La lipofucsina es un pigmento marrón dorado formado en los lisosomas de células que sufren autooxidación progresiva y prolongada de lípidos insaturados. Este pigmento tiende a acumularse en células (concretamente en los lisosomas, como un pigmento en grano de café claro, ubicado cerca del polo nuclear de la célula) con una elevada actividad metabólica, como las neuronas, el epitelio tiroideo y los músculos, especialmente en el corazón. Aparece sobre todo con el envejecimiento y en casos de deficiencia de vitamina D. Es un pigmento compuesto de lipoproteínas, y su acumulación en un tejido se denomina lipofucsinosis o atrofia parda.

## Tejido control y diana
Los órganos más afectados son: corazón, hígado y sistema nervioso. El fijador tisular óptimo es el formol al 10%, el medio de inclusión preferible es la parafina, y el grosor de corte ideal es de 6 micras.

## Reactivos
1. Solución de carbolfucsina de Kinyoun (filtrar antes de usar):
  1. 4 g de fucsina básica.
  2. 8 g de fenol (ácido carbólico) en forma de cristales derretidos.
  3. 20 cc de alcohol etílico al 95%.
  4. 100 cc de agua destilada
2. Solución alcohólica ácida al 1%:
  1. 1 cc de ácido clorhídrico.
  2. 99 cc de etanol al 70%.
3. Solución acuosa de ácido pícrico:
  1. 2 g de ácido pícrico.
  2. 100 cc de agua destilada.

## Procedimiento
1. Desparafinar e hidratar las láminas hasta llegar al agua destilada.
2. Colorear con la solución de carbolfucsina durante 1 hora.
3. Enjuagar con agua destilada varias veces.
4. Diferenciar con la solución de alcohol ácido, sumergiendo las láminas de 5 a 6 veces, o hasta que las secciones se tornen de color rosa pálido.
5. Lavar con agua corriente durante 5 minutos y luego enjuagar con agua destilada.
6. Contrastar con la solución de ácido pícrico durante 1 minuto aproximadamente.
7. Deshidratar y aclarar con alcohol etílico al 95%, alcohol etílico absoluto y xileno, 2 veces y 2 minutos con cada uno.

### Resultados
- Lipofucsina: rojo.
- Fondo: amarillo.

Los pigmentos muestran un color parduzco fluorescente bajo luz ultravioleta.